# Fundación Joan Miró
La Fundación Joan Miró es una institución cultural de Barcelona (España) que custodia algunas de las obras más representativas del pintor catalán Joan Miró. Contiene más de 104 000 piezas entre pinturas, esculturas y tapices. En cuanto a los dibujos, hay que destacar que la Fundación conserva la práctica totalidad de dibujos preparatorios de Joan Miró, con más de 8.000 referencias, un material básico para entender la obra de Miró.
La Fundación Joan Miró fue la primera institución artística de Barcelona ideada a partir del trabajo conjunto entre un artista y un arquitecto, Joan Miró y Josep Lluís Sert. El equipamiento resultante fue, durante muchos años, paradigma de la modernidad y la independencia artística, ubicado en un edificio de estilo racionalista con rasgos mediterráneos, integrado en el paisaje de Montjuïc. La colección que se muestra está integrada principalmente por una donación inicial del artista y por posteriores donaciones y depósitos de su mujer Pilar Juncosa, de Joan Prats, de diferentes miembros de la familia Miró, de Kazumasa Katsuta y otros colecciones públicas y privadas, convirtiéndola en una de las más completas colecciones de obra de Joan Miró. Desde el 2 de enero de 2018 su director es Marko Daniel.

## Historia

### Contexto histórico
El contexto de este proyecto está determinado por una iniciativa personal de Joan Miró y su núcleo de amigos íntimos y es anterior a las políticas culturales de construcción y propaganda pública que se establecen en España desde 1982.
Entre 1968 y 1972 el mercado del arte en España tuvo un fuerte crecimiento, parcialmente debido a la reactivación de la economía española gracias a la entrada de capital extranjero a través del turismo. En este periodo se fundaron el Museo de Arte Abstracto Español en Cuenca en 1966 con la colección de Fernando Zóbel, el Museo Español de Arte Contemporáneo de Madrid en 1968, el Museo de Arte Contemporáneo de Ibiza en 1969, el Museo de Arte Contemporáneo de Sevilla en 1972 (actual CAAC) y el Museo de Villafamés.
Joan Miró no se fijó en el panorama estatal, sino que tomó como referencia instituciones europeas como la Fundación Maeght y el Museo Luisiana de Arte Moderno, en Humlebæk, al norte de la isla de Sjælland, en Dinamarca, creado el 1958 por Knud W. Jensen como un museo pionero a la hora de acercar el arte contemporáneo al gran público. En cuanto al apoyo al arte joven, Miró se fijó en el Institute of Contemporary Arts (ICA) de Londres, que conocía bien gracias a su amistad con Roland Penrose, uno de los fundadores. Dicho espacio funcionaba como un centro de arte de espectro amplio desde su fundación, impulsada en 1948 por la sociedad civil y miembros del sector cultural británico.
La concepción de la futura institución coincidió con el reconocimiento por parte de las generaciones de artistas jóvenes y de la población catalana en general del magisterio de Miró como máximo exponente de un arte comprometido y de vanguardia. La primera antología de su obra se presentó en 1968 en la Capilla del Antiguo Hospital de la Santa Cruz de Barcelona y tuvo un éxito enorme. El año siguiente se presentó Miró, l'altre en el Colegio de Arquitectos de Cataluña, donde el artista pintó los cristales del edificio y luego destruyó su propia obra con disolvente. Fue una de las primeras afirmaciones de la naturaleza efímera en las prácticas artísticas del país, además de una crítica implícita a la ignorancia del régimen, y así fue aplaudida por los artistas que empezaban a forjar los nuevos comportamientos de la generación conceptual. El evento que cristalizó estas fuerzas creativas emergentes fue la Primera Muestra de Arte de Granollers, que tuvo lugar en 1971. 

### Construcción del centro
Este contexto de sociedad civil y de búsqueda de articulación a través de una genealogía recuperada da las claves para comprender el proyecto de la Fundación Joan Miró como el de una institución de la Cataluña de la República. El arquitecto Josep Lluís Sert, aunque por culpa de su inhabilitación por parte de Franco no pudo firmar en un principio su propio edificio, regaló el proyecto y la dirección de obra. El Ayuntamiento de Barcelona ofreció un palacio en la calle Montcada, donde desde 1963 estaba el Museo Picasso, pero Sert insistió en que tenía que ser un edificio singular de nueva planta. La Fundación era un centro de arte contemporáneo, no un museo, y su contenedor debía responder a este programa, y no a una adaptación. El Ayuntamiento proporcionó el terreno de Montjuïc y en ello radicó parte de su acierto social. Tal y como explicó el sociólogo Salvador Giner, el edificio se levantó en un lugar que, situado «al lado de donde fusilaban republicanos, los burdeles, del proletariado, de las fábricas, responde a la tendencia de una sociedad civil moderna y de un artista al que la sociedad catalana laica y progresista hace un monumento adecuado. [...] La Fundación Joan Miró responde al impulso de una burguesía media alta, liberal, culta y profesional. Su perfil sociológico la hace intelectualmente emprendedora, formada por personas no ligadas a la burguesía catalana de antes.»
Este hecho es fundamental para entender cómo la Fundación se convirtió desde el primer momento en un foco generador de cultura contemporánea dentro de su plataforma local como Centro de Estudios de Arte Contemporáneo, una entidad sin ánimo de lucro en la que el magisterio de la figura de Joan Miró debía dar razón de ser a una experimentación cultural sin precedentes.
Josep Lluís Sert diseñó y proyectó el edificio y el Ayuntamiento de Barcelona en cedió los terrenos y ayudó a sufragar parte del coste de construcción. El primer patronato se creó en 1971.

### Inauguración

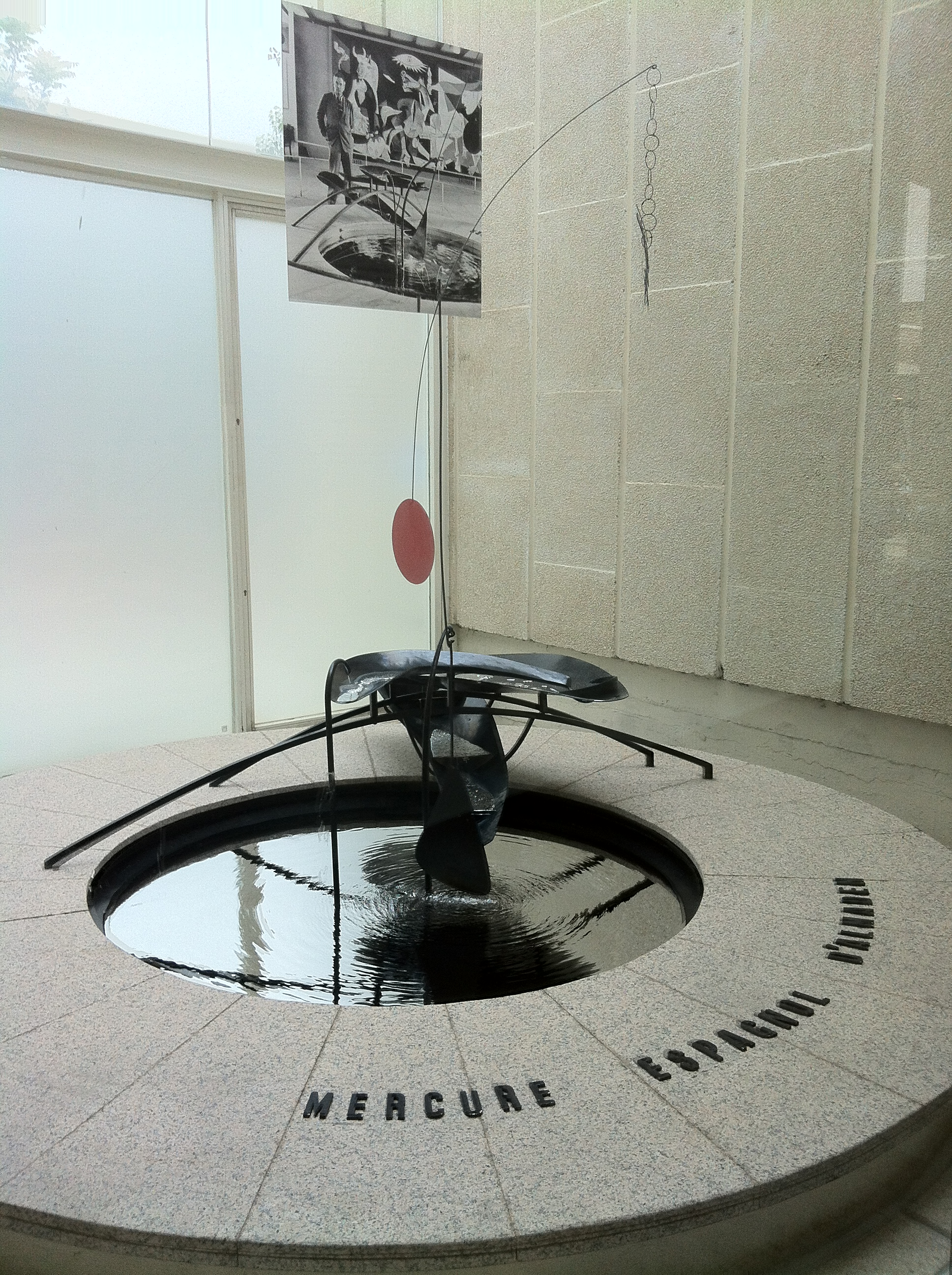
La fuente de mercurio, de Calder

El edificio abrió sus puertas al público el 10 de junio de 1975, y esta es la fecha que se toma como referencia, por ejemplo, en la celebración del 40 aniversario, si bien la inauguración oficial fue el 18 de junio de 1976. Una de las obras de la colección permanente procedía del Pabellón de la República Española de la Exposición Internacional de París de 1937: la fuente de mercurio de Alexander Calder. Desde este punto de vista, no es de extrañar el hecho de que, al inaugurar la primera exposición temporal, Arte Tántrico. Colección del Museo de Nueva Delhi, el 20 de noviembre de 1975, y habiéndose ya difundido la noticia de la muerte del dictador Francisco Franco, el primer director de la Fundación, Francesc Vicens, anunciara a los inquietos periodistas que los actos de inauguración continuarían según estaba previsto con un escueto: "Esto no afecta". No había motivo para interrumpir el curso normal de la institución, ya que había nacido como una institución de la Cataluña de la República, en continuidad directa con el espíritu que animaba la vida cultural, social y política catalana anterior a la Guerra Civil.
El primer presidente fue Joaquim Gomis, gran amigo personal del pintor. Fue el mismo Miró quien eligió los miembros del primer patronato, con Maria Lluïsa Borràs como secretaria general (1971-1975). En la actualidad, varias administraciones públicas también forman parte.
Su apertura provocó un cambio el concepto mismo de museo en la sociedad Barcelonesa, ya que planteaba una nueva forma de relacionarse con el arte y con las obras. Hasta el momento los museos se entendían como un lugar más adecuado por el coleccionismo y el conocimiento especialista que no como un lugar de descubrimiento y promoción de nuevos talentos. Gracias a las donaciones del artista y en las de particulares, la fundación se convirtió en una destacada muestra de las obras del pintor.
Con los años se han ido realizando exposiciones temporales tanto de artistas de renombre del siglo XX como Alexander Calder, Chillida, Magritte, Rothko, Tàpies o Saura, entre muchos otros, como propuestas más arriesgadas - Greenaway, Pipilotti Rist - siempre dedicando una especial atención a los creadores más jóvenes, que tienen en el Espai 13 su espacio expositivo. También se ha potenciado el estudio y la difusión de la figura y de la obra del mismo Joan Miró.

### Ampliaciones y centenario

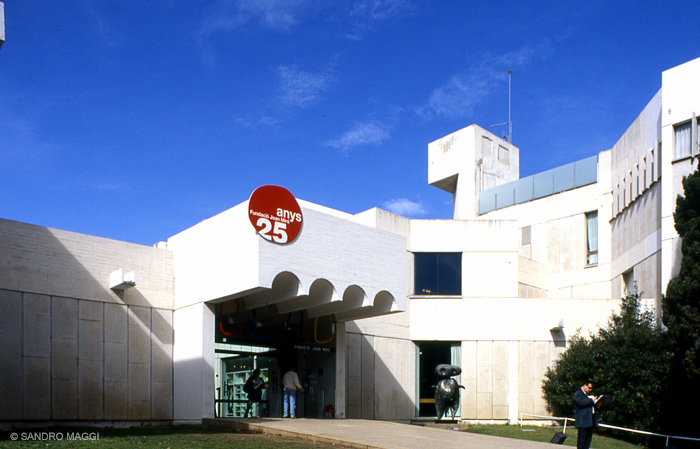
25 aniversario de la Fundació

Debido al crecimiento de las actividades del centro, en 1986 comenzó una ampliación de la Fundación con las salas este y oeste, inauguradas en 1988. Se hizo para no tener que desmontar la colección permanente cada vez que se organizaba una de temporal. Esta ampliación fue dirigida por Jaume Freixa -discípulo de Sert, con quien había trabajado durante muchos años en Harvard (Massachusetts) - quien usó un estilo continuista con el proyecto inicial. La remodelación inició en mayo de 1986 y finalizó en enero de 1988, creando 2.850 m² de obra nueva y rehabilitando otros 3.150 m². El objetivo era crear espacios nuevos integrados con los existentes, que permitieran la realización de exposiciones temporales independientes de la visita a la colección permanente. También se aprovechó para crear un restaurante y ampliar la zona de gestión y de reservas.
En 1993 se celebró el centenario del nacimiento de Miró. Se organizaron exposiciones en todo el territorio catalán, así como se recuperaron lugares relacionados con el artista y se hizo una gran exposición conmemorativa en la Fundación, que comenzaba con La masía y finalizaba con el tríptico de la esperanza del condenado a muerte. El centenario ayudó a cambiar la percepción que el gran público tenía sobre la obra de Miró.
Posteriormente se hizo otra ampliación para acomodar nuevos servicios y donaciones, como la de la sala donde se podían ver 23 obras propiedad de Kazumasa Katsuta, quien llegó a un acuerdo de cesión en depósito con la Fundación en 2001. Katsuta es uno de los grandes coleccionistas de Miró. En octubre de 2011 le fue concedido el título de Ciudadano Honorario de Barcelona, como reconocimiento a su colaboración con la Fundación.

### Actualidad

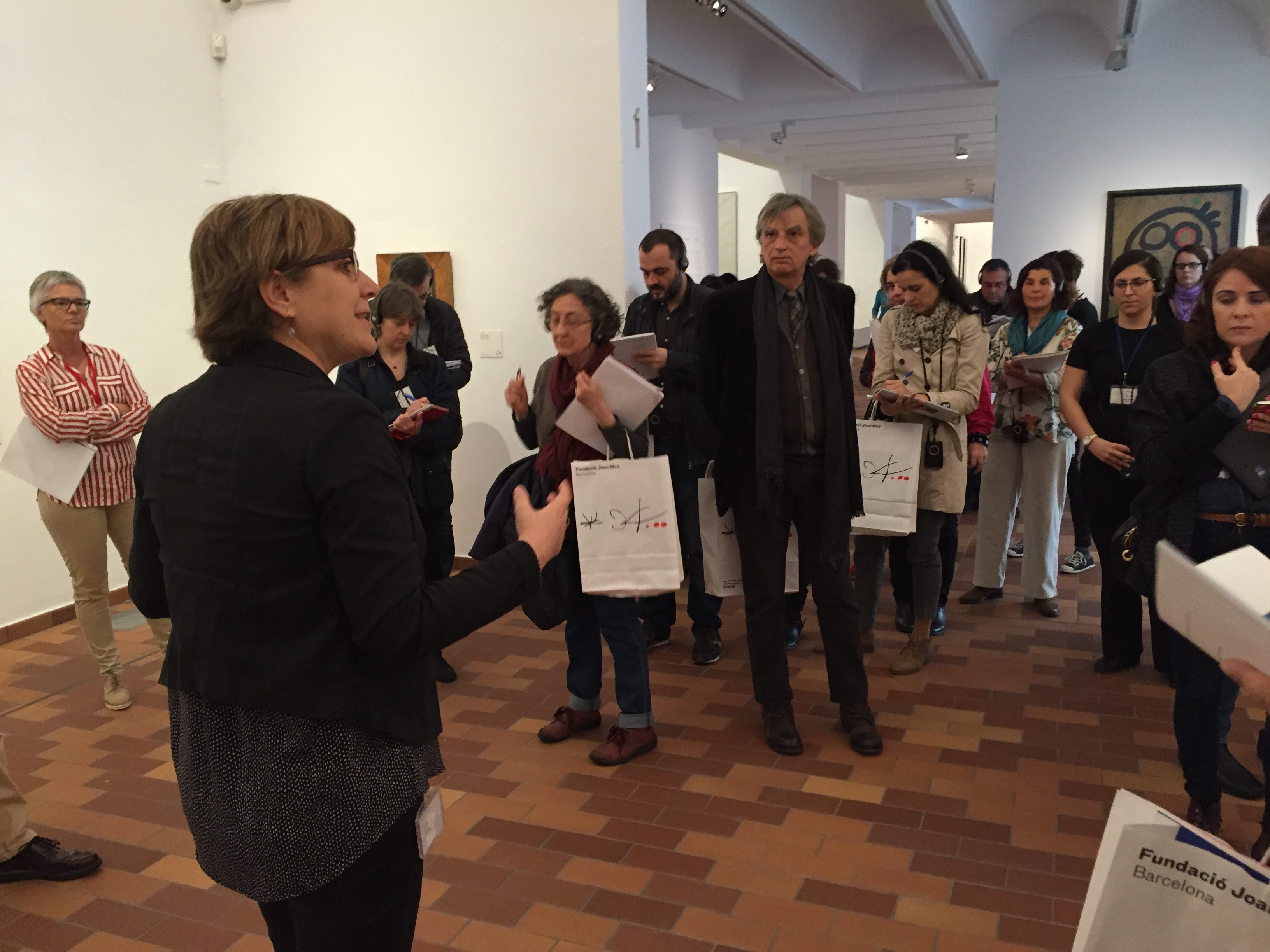
Presentación a medios de comunicación de la nueva disposición de salas, en 2016

En junio de 2015 comenzaron los actos de celebración de su cuadragésimo aniversario. Como culminación de la celebración, en abril de 2016 presentó una actualización de su exposición permanente, con el objetivo de ofrecer una aproximación poliédrica al artista. Se incorporaron a la colección nuevos depósitos de obra procedentes principalmente de la familia Miró, y la integración de la colección Kazumasa Katsuta, hasta entonces alojada en una sala específica. Este gesto permitió reunir otros conjuntos de obras que se pueden volver a exponer juntas, como Cabello perseguido por dos planetas (1968) y Gota de agua sobre la nieve rosa (1968) o Mujer, pájaro I, II, III, (1972-1973), entre otros. También se recuperaron algunas piezas clave de los fondos de la Fundación, como los trípticos Pintura sobre fondo blanco para la celda de un solitario (1968) y la esperanza del condenado a muerte (1974), o la Serie Barcelona, entre otras novedades. El diseño de la nueva exposición permanente fue a cargo de Guri Casajuana Arquitectos y la operación, con un presupuesto de 900.000 euros, supuso también obras de actualización y mejora de las instalaciones para el acondicionamiento de espacios. También se recuperó la circulación diseñada inicialmente por Sert, establecida en torno a un patio central que permite al visitante no tener que duplicar recorridos y mantener un contacto permanente con la naturaleza y la ciudad, visible a través de los ventanales. Gran parte de estas aperturas se han recuperado con la nueva presentación.

## Colección
La colección de la Fundación permite realizar un viaje a través de la vida artística de Miró, desde sus primeros esbozos hasta los cuadros de grandes dimensiones que caracterizan la última etapa de su vida. 
El fondo de la Fundación está formado por más de 14.000 objetos, entre los que se encuentran 225 pinturas, 169 esculturas, 9 obras textiles, 4 cerámicas y prácticamente toda su colección de obra gráfica. Cabe destacar el fondo documental, integrado por unas 10 000 referencias -dibujos preparatorios, cuadernos de trabajo, bocetos, anotaciones- así como la biblioteca personal de Joan Miró, depositada en la Fundación por sus herederos. Todo este conjunto se ha convertido en un recurso básico para entender los proceso de creación artística del artista. El fondo se creó principalmente con una donación del propio Joan Miró, quien dio muchas de las obras que entonces tenía en su taller. Progresivamente se amplió con la donación en persona de la colección privada de Joan Prats, amigo íntimo del artista a lo largo de toda su vida, y la donación de Pilar Juncosa de Miró, mujer de Joan Miró, que permitió en la Fundación disponer de obras anteriores a los años sesenta.
La colección se ha completado con otras donaciones o depósitos de personalidades como Aimé Maeght, Pierre Matisse, Kazumasa Katsuta, Manuel de Muga, Josep Royo, Josep Lluís Sert y de familias como la Farreras Casanovas o la Viladàs Jené.

### Obras de Joan Miró
Llsta de obras destacadas según la propia Fundació:
- Carrer de Pedralbes, 1917
- Ermita de Sant Joan d'Horta, 1917
- Sense títol (Nu assegut), 1917
- Retrat d'una vaileta, 1919
- Pintura (L'ampolla de vi), 1924
- Pintura (El guant blanc), 1925
- Pintura, 1925
- L'acomodador del music-hall, 1925
- Sense títol, 1929
- Personatge (amb paraigua). Rèplica de 1973, 1931
- Dona asseguda, 1931
- Flama en l'espai i dona nua, 1932
- Sense títol. Dibuix-collage, 1933
- Dibuix-collage (Homenatge a Prats), 1934
- Personatge, 1934
- Home i dona davant d'un munt d'excrements, 1935
- Pintura, 1936
- Cap, 1937
- L'estel matinal, 1940
- Personatges davant el sol, 1942
- Pintura, 1943
- Dona somiant l'evasió, 1945
- Dona i ocells a punta de dia, 1946
- Dona, 1949
- El diamant somriu al crepuscle, 1947
- Ocell (solar), 1949
- Pintura, 1953
- Estela de doble cara, 1956
- Autoretrat, 1960
- El rellotge del vent, 1967
- L'or de l'atzur, 1967
- La carícia d'un ocell, 1967
- Cabell perseguit per dos planetes, 1967
- Dona envoltada d'un vol d'ocells en la nit, 1968
- Estudi per a un monument ofert a la ciutat de Barcelona (Lluna, sol i una estrella), 1968
- Ocell solar, 1968
- Pagès català al clar de lluna, 1968
- L'ocell fa niu als dits en flor, 1969
- Personatge, 1970
- Sobreteixim dels vuit paraigües, 1973
- Tela cremada 1, 1973
- Maig 1968, 1973
- Paisatge en la nit, 1974
- Parella d'enamorats dels jocs de flors d'ametller. Maqueta del conjunt escultòric de La Défense, París, 1975
- Tapiz de la Fundació, 1979

### Obras de otros artistas
La Fundación Joan Miró también dispone de una colección propia de arte contemporáneo. Gran parte de esta colección proviene de un homenaje que le hicieron a Miró después de su muerte. El entonces presidente de la Fundación Oriol Bohigas concibió un ambicioso proyecto: pedir a un grupo de artistas representativos del siglo XX que dieran o cedieran permanentemente una obra en la Fundación. Cabe destacar que en Cataluña en aquella época aún no existía ninguna colección pública de arte contemporáneo. Para poder llevar este proyecto a cabo, se creó un Patronato Internacional, a fin de crear una lista de artistas seleccionados o invitados. Van formar parte personalidades como Pierre Matisse y Pasqual Maragall, entre otros.
La colección está formada por obras de artistas como Pierre Alechinsky, Balthus, Alexander Calder, Marcel Duchamp, Max Ernst, Julio González, Wifredo Lam, Fernand Léger, Henry Moore, Claes Oldenburg, Robert Rauschenberg, Antonio Saura, Yves Tanguy o Antoni Tàpies, entre otros.
La Fundación también tiene una colección de grabados, formada con obras de artistas contemporáneos e iniciada a raíz de una donación de Aimé Maeght en 1976. Cabe destacar dos obras de Alexander Calder, una dada por Josep Lluís Sert (Corcovado) y la Fuente de mercurio, instalada originalmente en el pabellón de la República Española durante la Exposición Internacional de París de 1937, que el mismo Calder dio a la Fundación como testimonio de su amistad con Miró.

## El edificio
A mediados del siglo XX, nuevos planteamientos arquitectónicos y museológicos comenzaron a cuestionar la función de los museos. Arquitectos como Frank Lloyd Wright fueron los primeros en intentar encontrar respuestas. En 1968, Joan Miró quería abrir una Fundación que mirara hacia el futuro, que no se convirtiera en un templo de objetos de coleccionista sino en un lugar de descubrimiento y debate. Es por ello que pidió a su amigo Josep Lluís Sert la construcción del edificio, que debía ser nítido, acogedor y con personalidad propia.
Sert, discípulo de Le Corbusier, ya había diseñado otros espacios expositivos como el Pabellón de la República española - junto con Luis Lacasa. El arquitecto defendía la racionalidad y la pureza formal en la arquitectura, y se inspiró en la arquitectura popular mediterránea para concebir el edificio como un espacio abierto, con grandes terrazas y patios interiores que permitieran una correcta circulación de los visitantes. Se trataba del regreso del arquitecto en su ciudad. Se consideraron varios espacios pero finalmente se eligió la montaña de Montjuïc.
El edificio, una de las construcciones de arquitectura pública más emblemáticas de Barcelona, está construido como una suma de volúmenes horizontales que, emplazados en la montaña, se integran con esta, se mimetizan pero al hora mantienen su personalidad propia. Según el análisis de Bruno Zevi, Sert «Quiere que las obras de arte se encuentren protegidas, recogidas en la intimidad de una casa, no exhibidas en un escaparate; que el camino de los visitantes sea orientado, pero no impuesto, en un helicoide; que refleje un principio racional sin embargo, poner énfasis (...), que el edificio tenga en cuenta el ambiente, pero no se pierda (...) en resumen, que no pretenda alterar el paisaje urbano con una intervención extraña y estridente ». Así pues, el edificio es una concatenación de espacios muy estudiados teniendo el patio central como elemento de referencia. De esta manera, los visitantes recorren las salas de manera casi involuntaria recorriendo el perímetro interior del edificio, sin dejar ningún rincón olvidado y evitando pasar en repetidas ocasiones por un mismo lugar.
Los principales materiales de construcción son el hormigón y el vidrio, de propiedades opuestas y complementarias a la vez. Cabe destacar el efecto plástico existente en el hormigón, que se debe a las marcas que dejaron las maderas que se utilizaron durante el encofrado. El resto de elementos, como las baldosas rojas, o los rodapiés de madera, también son típicamente mediterráneos.
Entre los diferentes elementos del edificio, cabe destacar: 
- Marquesina: la entrada está decorada con una marquesina donde se puede leer CEAC, con colores llamativos, (Centre d'Estudis d'Art Contemporani) Centro de Estudios de Arte Contemporáneo, que destacan la voluntad de Miró que la Fundación fuera un lugar de descubrimiento, que favoreciera el estudio y el debate, «una puerta abierta hacia el futuro y de intercambio cultural internacional»

- Patio: en el centro hay un patio con un olivo, rodeado de paredes de cristal que abren la fundación en la ciudad. El arquitecto considera esta zona el núcleo del edificio, estructurando el edificio tal como lo hacen el claustro de un monasterio, una plaza pública, el atrio de una casa romana o el patio de las casas de pueblo. Se trata de un espacio que permite la entrada de luz natural en las salas. Según Zevi, «el patio no cierra, es sólo el anclaje de un proceso centrifugado longitudinalmente hacia el panorama de la ciudad» El patio tiene forma cuadrada, casi simétrica, y su ajardinamiento evoca la naturaleza que envuelve el edificio por el exterior. El patio del olivo es correspondido por el patio del algarrobo, al que el visitante puede adentrarse y contemplarlo desde la gran superficie acristalada de la escalera-veranda que sube en la biblioteca. Además, hay otro patio practicable orientado al norte, desde donde se puede ver una visión panorámica de la ciudad de Barcelona, así como una escultura de Miró. El visitante no se ve nunca obligado a pasar dos veces por el mismo lugar.
- Torre: la parte del edificio con forma de octógono acoge el auditorio, la biblioteca y una sala de exposiciones. En los primeros bocetos de Sert, este octágono no existía, y existen varias teorías respecto a este elemento: el anterior director de la Fundación, Francesc Vicens la enmarcaba dentro de la tradición religiosa gótica catalana, relacionándola con otros edificios como el Monasterio de Pedralbes, el campanario de la Seo Vieja de Lérida, o las torres de la puerta del Monasterio de Poblet, entre otros. Los colaboradores de Sert, en cambio, defienden la teoría de influencias islámicas, más concretamente argelinas. Zeni, por su lado, plantea la posibilidad de que Sert inspirara en las teorías de Orson Squire Fowler, quien defendía el octágono como modelo de construcción óptimo y que habían tenido bastante eco en Estados Unidos, lugares de residencia de Sert. Sert ya usó el octágono al convento Carmelo de la Paix en Mazille, Francia. A su vez, Bruno Zevi lo relaciona con la Catedral de Barcelona, donde la torre no se eleva sobre el altar.
- Vueltas y lucernarios: Zevi comenta que la Fundación, más que techos, tiene tragaluces, que permiten orquestar la luz tal como se ha hecho a lo largo de la historia de la arquitectura, considerándola como un factor dramático. Sert modeló la incidencia de la luz en el interior del edificio combinando paramentos de hormigón con paramentos de vidrio, y resolviendo los techos, animados con Volta catalana, mediante lucernarios con forma de cuarto de cilindro, de tal manera que la luz entra matizada, no produce sombras y no incide directamente sobre las obras expuestas.
- Terraza: El arquitecto concibió un pequeño jardín de esculturas en la azotea de la fundación. Según Zevi, recuerda el paseo que se puede hacer en la azotea de La Pedrera de Gaudí, donde el visitante circula entre elementos que recuerdan tótems surrealistas.
- Algarrobo: A principios de noviembre de 1974 y por iniciativa de unos jóvenes del municipio, el Ayuntamiento de Mont-roig del Camp regaló a Joan Miró un algarrobo para trasplantarlo a la Fundación, que se inauguraría el año siguiente. Esta operación requirió un despliegue logístico importante para la época, ya que fue complicado encontrar un algarrobo de dimensiones razonables para arrancarlo y trasladarlo a Barcelona sin cortar las raíces. La descarga del árbol fue compleja, ya que el patio donde debía trasplantarse estaba por encima del nivel del pavimento de acceso al almacén del edificio, y fue necesario instalar una grúa para descargar el camión y poner el árbol al alcance de una segunda grúa que, a su vez, permitió trasladar el árbol a su ubicación final. Desgraciadamente, las correas con las que se sujetó el árbol segaron la madera, e hicieron que la supervivencia del algarrobo fuera inviable. La operación se repitió poco tiempo después con otro algarrobo, que hoy todavía se levanta al llamado patio del algarrobo de la Fundación.
- Jardín de Esculturas: se construyó en 1990 con un proyecto arquitectónico de Jaume Freixa y Jordi Farrando, y en 2002 fue reconstruido por Marina Salvador. Contiene obras de escultores como Tom Carr, Pep Duran, Perejaume, Enric Pladevall, Jaume Plensa, Josep Maria Riera i Aragó, Cado Manrique, Ernest Altés, Gabriel Sáenz Romero y Sergi Aguilar.

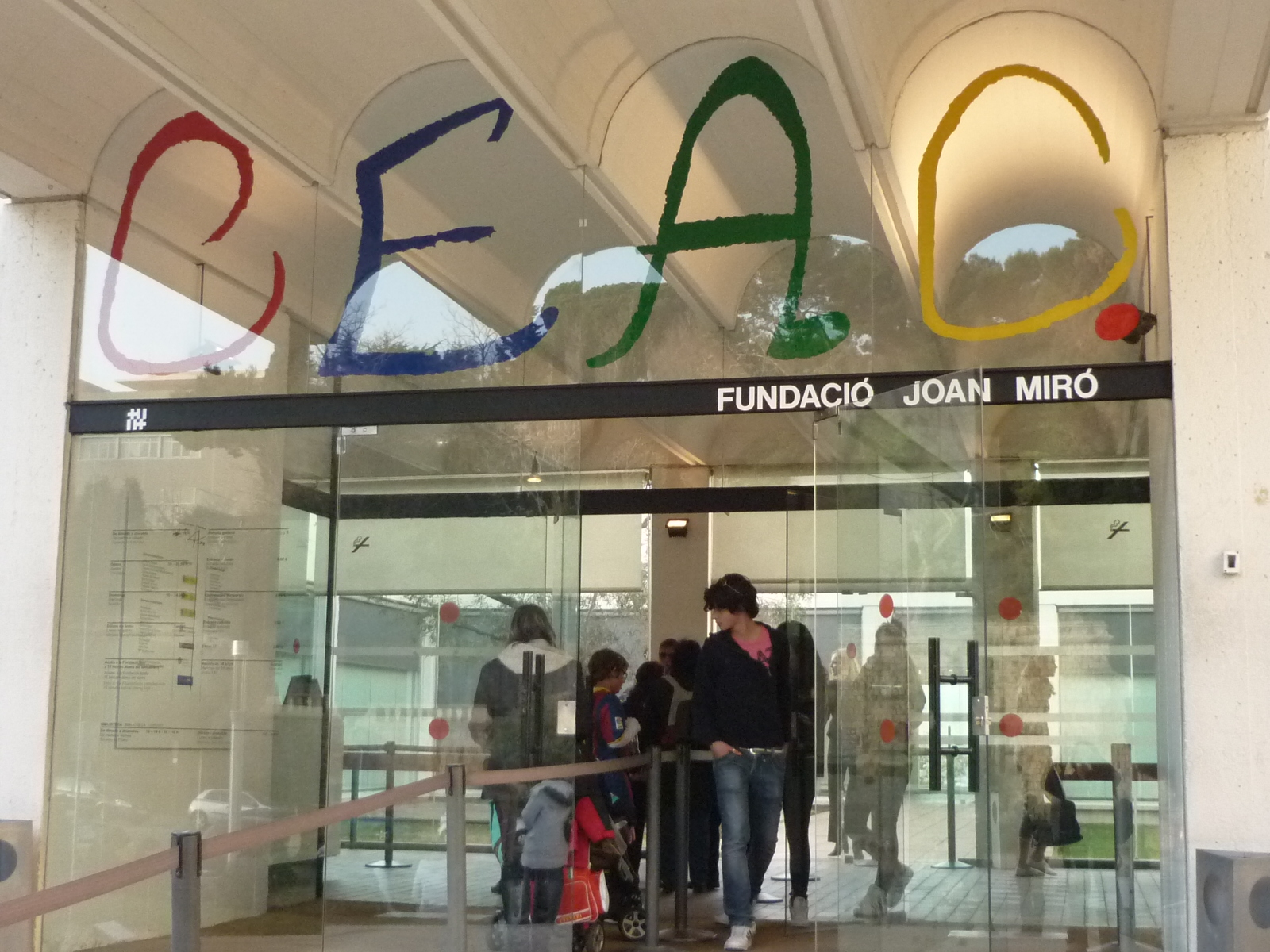
Centre d'Estudis d'Art Contemporani.
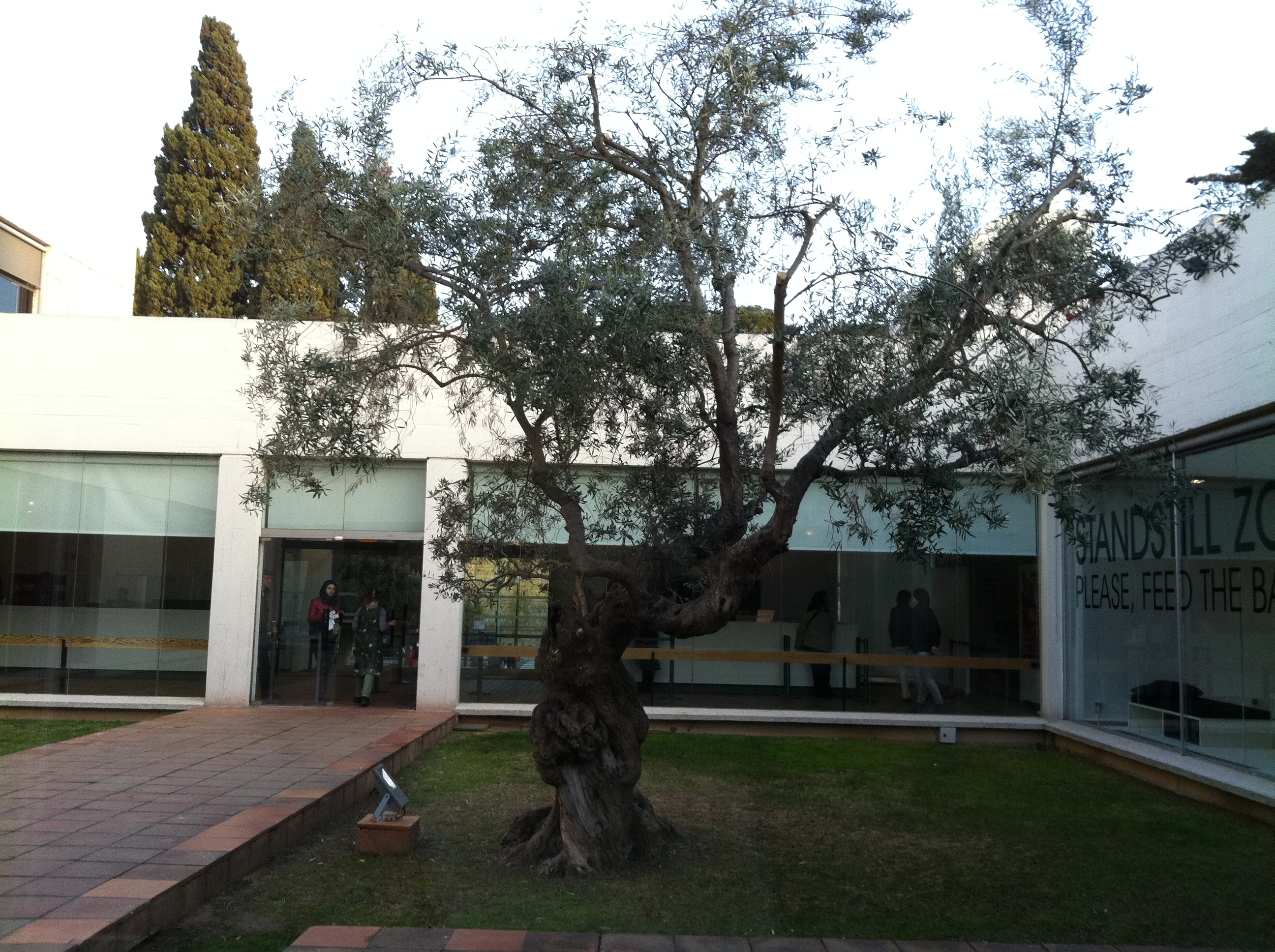
Patio interior con el Olivo
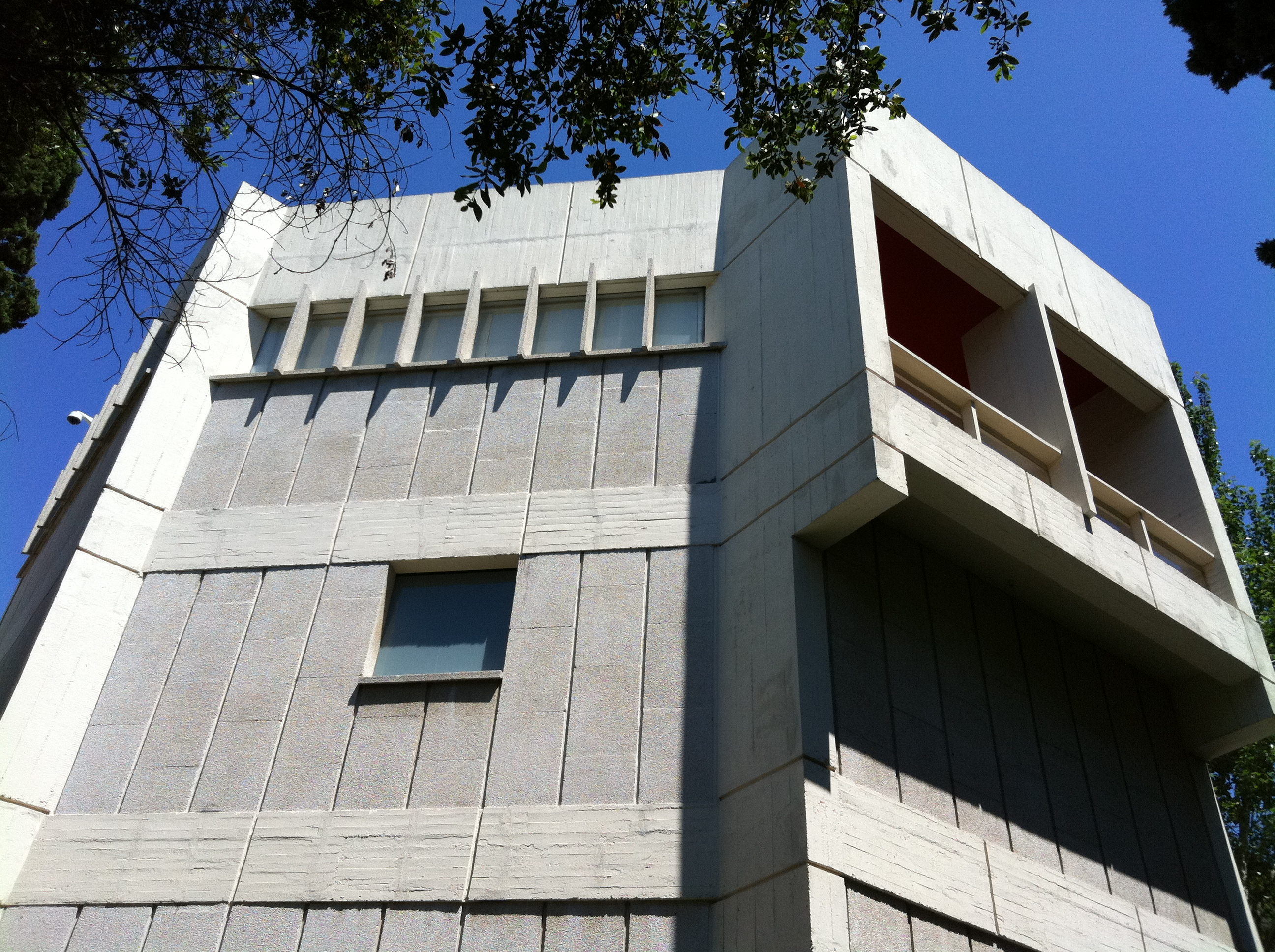
Torre octogonal
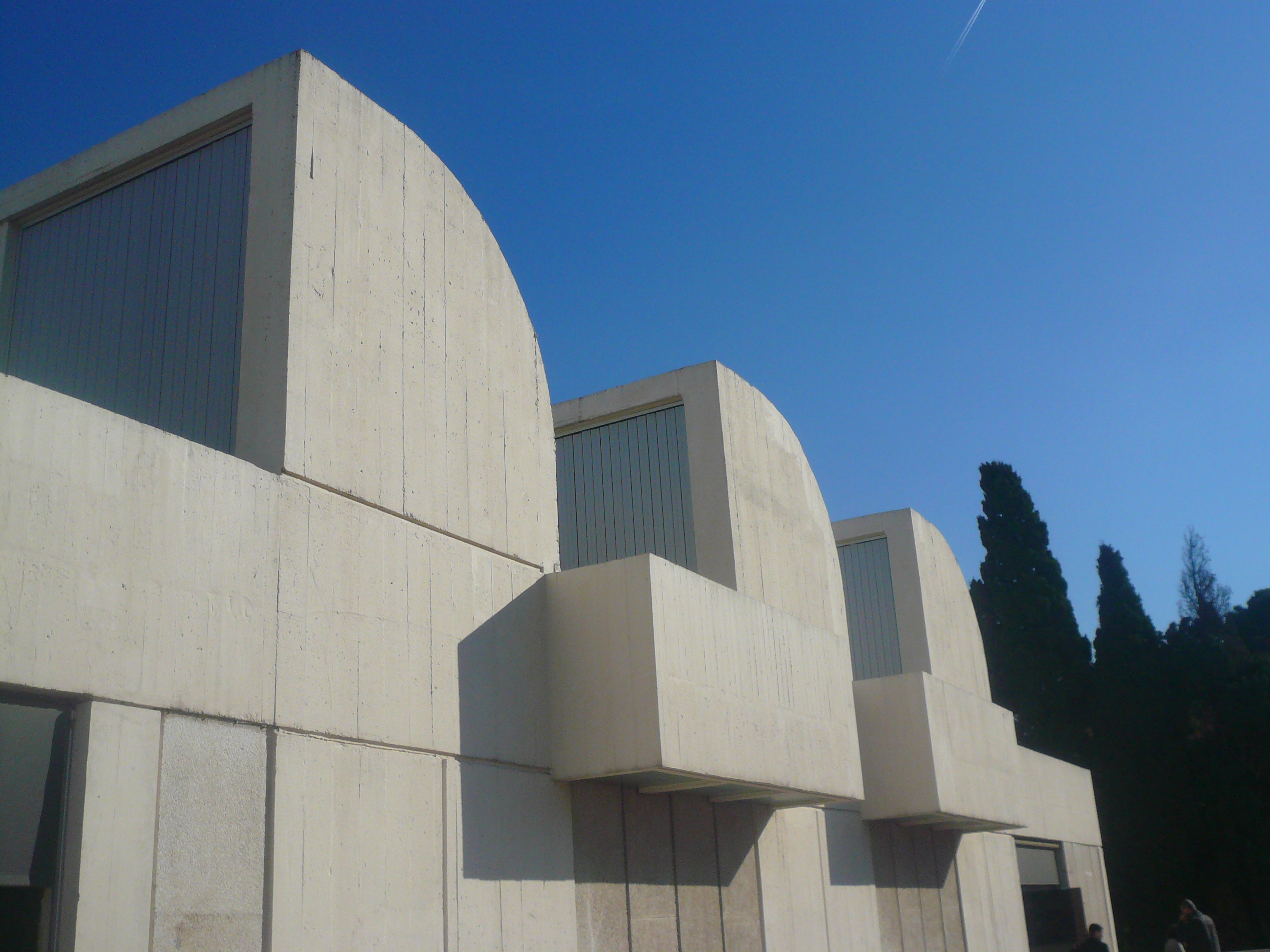
Vueltas y lucernarios
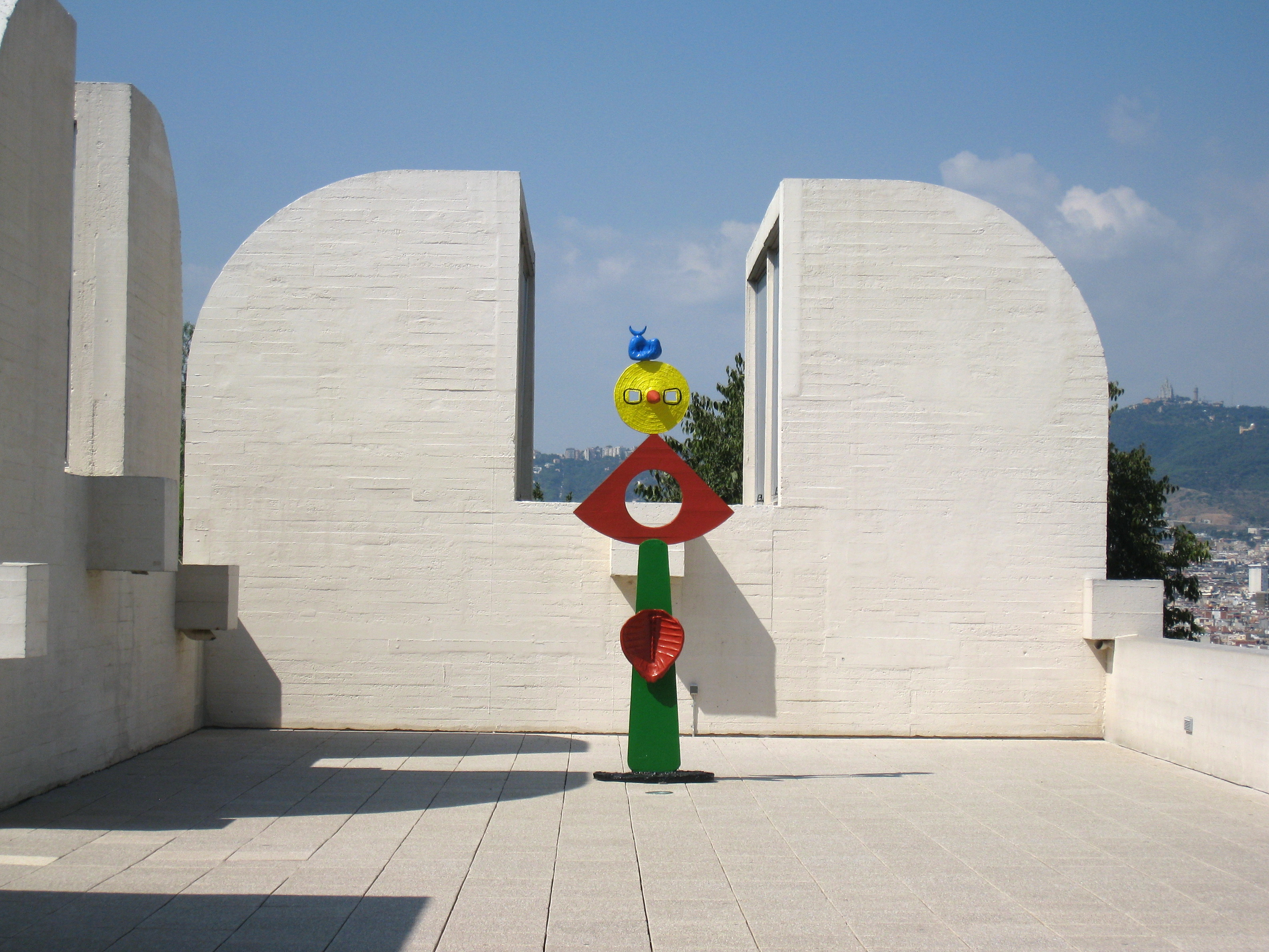
Terraza
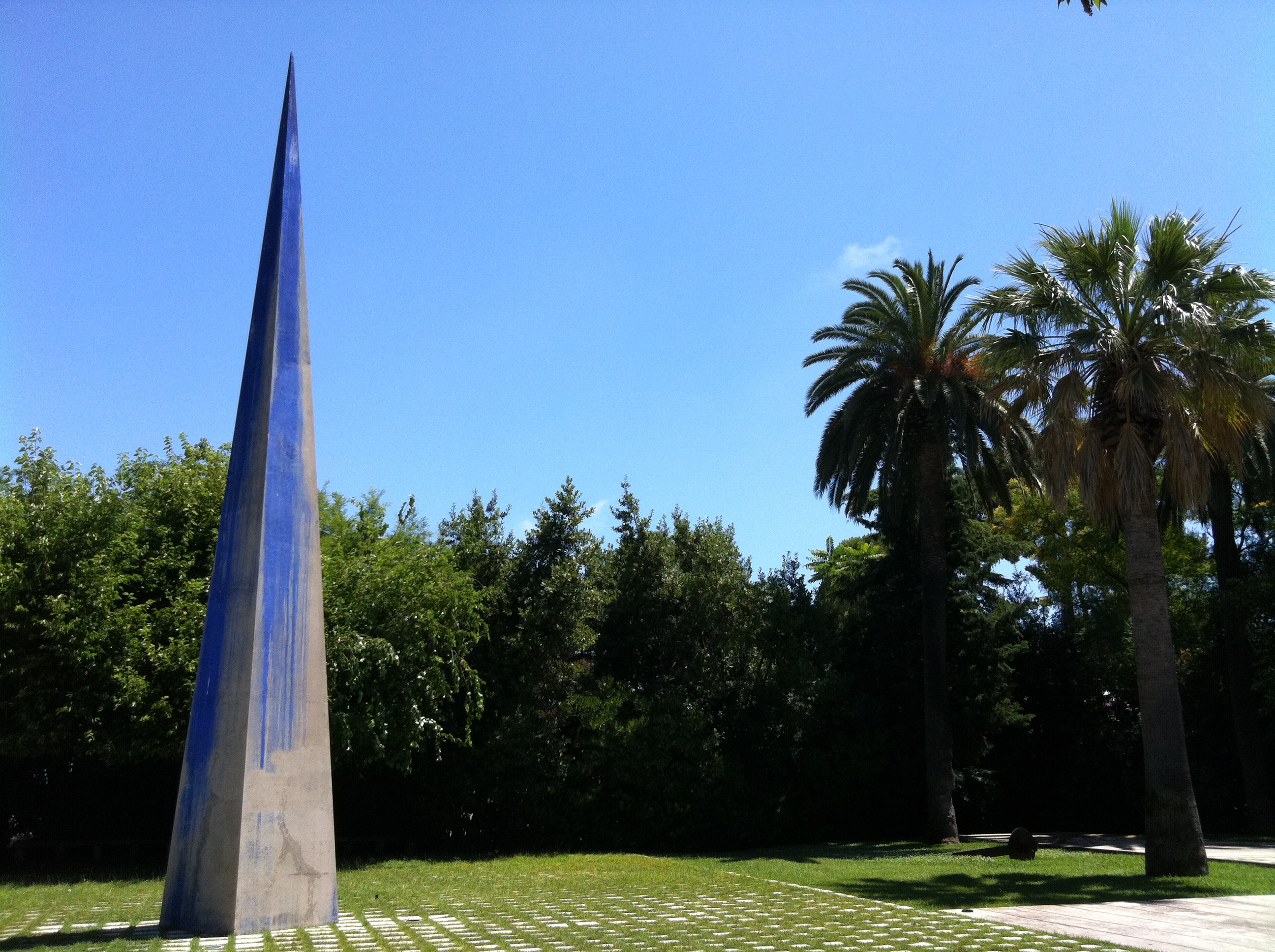
Jardín de esculturas

## Exposición permanente
La exposición permanente en curso fue remodelada en abril de 2016. Con el título de Joan Miró. Colección, la exposición ocupa una superficie de 1.558 m² y se presenta en las salas que Joan Miró y el arquitecto Josep Lluís Sert proyectaron juntos para acoger las obras del artista. La complicidad de estos dos creadores tuvo como resultado la construcción de un espacio museístico expresamente concebido con la colaboración de un artista para alojar su obra: «un lugar único en el mundo", tal como soñaba Miró en una anotación añadida a una carta de Sert en 1968.
La muestra incluye 150 piezas, entre pinturas, dibujos, esculturas, cerámicas y obra textil, y se despliega en ocho ámbitos de estudio. El Autorretrato (1937-1960), una obra en dos tiempos, abre la muestra sintetizando dos de los ejes de la nueva presentación: por un lado, el paso del paisaje individual al símbolo universal, y por otro, el proceso creativo del artista, que somete su obra a una revisión constante.
Más allá de un repaso cronológico de su trayectoria, la muestra se enfrenta a la complejidad y al sentido último del legado creativo de Joan Miró: la voluntad de destilar lo que es propio del ser humano. Para el artista, este deseo implica una afirmación de la identidad, que surge del contacto con la tierra como experiencia vivida y, en concreto, con Mont-roig del Camp, como fuente primera de su creación, tal como se 'apunta en el primer ámbito, Tierra.
Sin embargo, este anhelo sólo se llegará a materializar mediante la revisión constante de esta creación, en diálogo con las vanguardias parisinas, una idea que recoge el segundo ámbito, Más allá de la pintura. El contexto histórico, marcado por los conflictos bélicos como telón de fondo, también deja huella en su creación, tal como se evidencia en las obras expuestas en Violencia, evasión. En los ámbitos siguientes, Anonimato y Poesía y silencio, la depuración de su lenguaje de signos y el interés del artista por la espiritualidad zen lo encaminan hacia una superación de la concepción individualista del arte. Este sentimiento, que anhela un arte colectivo y público, es reiterado por Miró a lo largo de su trayectoria, tal como se pone de manifiesto en los ámbitos antipintura, Sobreteixims, y Arte y cotidiano.

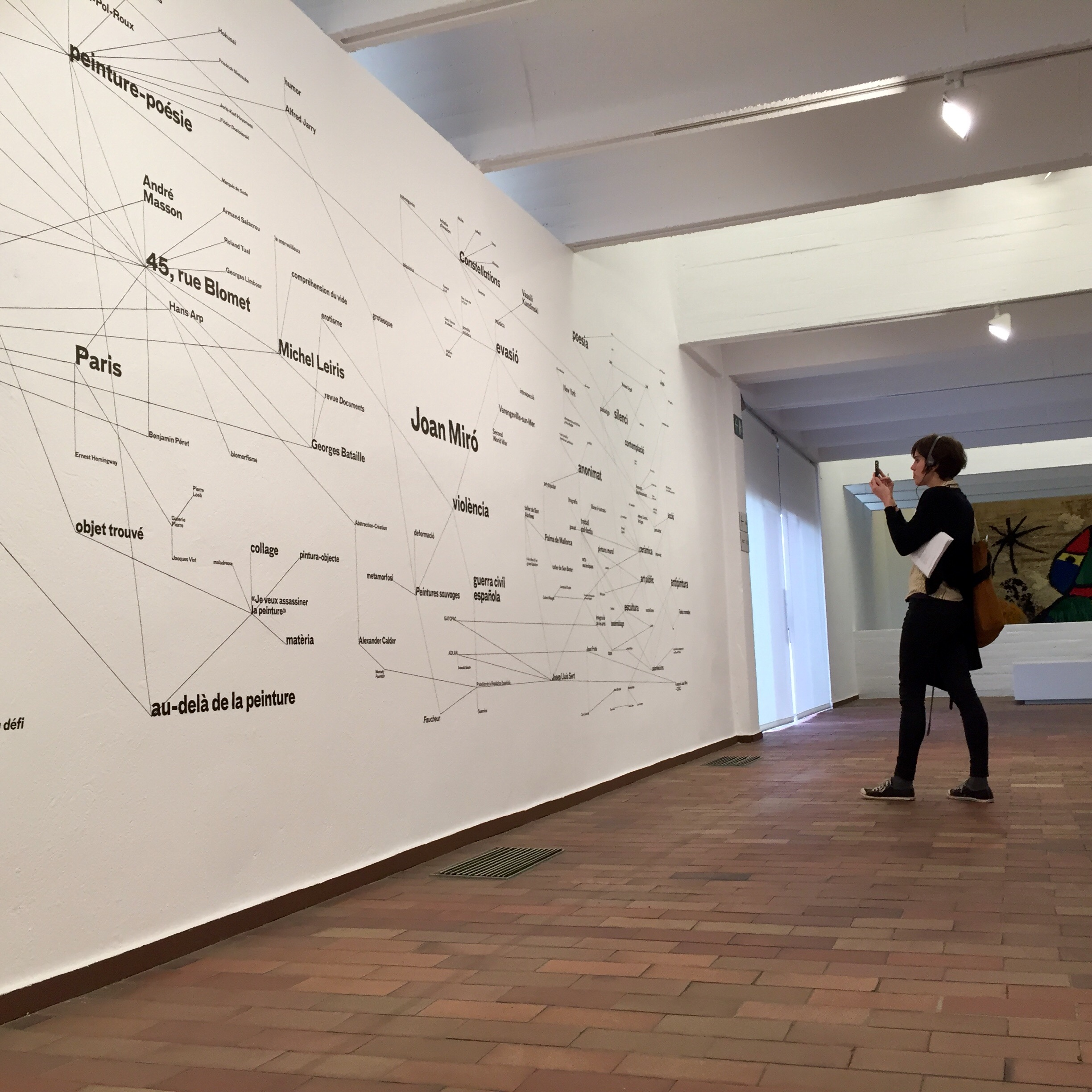
Mural conceptual en la Fundació Miró 2016

La presentación se completa con textos de sala que encabezan cada uno de los ámbitos y con comentarios específicos sobre más de cuarenta obras. Estos textos se ofrecen al visitante en cuatro idiomas: catalán, castellano, inglés y francés.
Mientras proyectaban la Fundación, Joan Miró y el arquitecto Josep Lluís Sert establecieron la necesidad de dotarla de espacios de reposo para interiorizar la experiencia, salas en las que el público no estuviera condicionado por la visión de una obra para poder elaborar su propio discurso. «Sin ver obras», le remarcaba el artista al arquitecto en una carta donde comentaban el proyecto, en 1968. Por este motivo, una sala multidisciplinar cierra la presentación de la colección y ofrece al visitante un espacio de reflexión y profundización en el universo mironiano mediante diferentes soportes. En concreto, un mural conceptual traza una constelación con las relaciones artísticas, personales, sociales e históricas más significativas para comprender y contextualizar la obra de Joan Miró.
El espacio se completa con una instalación audiovisual que ofrece un programa de proyecciones en torno a los procesos de creación de Miró, una selección de imágenes de Joaquim Gomis que recrean la atmósfera creativa del artista, y un punto de consulta de publicaciones y recursos en línea.

## Exposiciones temporales
A lo largo de su historia, la Fundación ha producido decenas de exposiciones que buscan establecer un diálogo entre la creación artística contemporánea y la obra de Joan Miró. Los espacios de la Fundación, de características muy diferentes, acogen exposiciones dedicadas tanto a temas históricos, vinculados con el período en que vivió Joan Miró, como mostrar la obra de artistas de trayectoria reconocida y aspectos clave del arte de la modernidad hasta nuestros días, como Wolf Vostell, Antonio Saura, Paul Klee, Francis Bacon, Henry Moore, Kurt Schwitters o Max Ernst entre muchos otros. Las exposiciones dedicadas a profundizar en la obra de Joan Miró y su contexto se suelen instalar en los meses de otoño e invierno de cada temporada; mientras que las muestras de carácter internacional y más contemporáneo ocupan el resto del año y se confían a comisarios de prestigio que aportan nuevos ángulos de visión y de interpretación a la producción artística del siglo XX hasta la actualidad.
Estas exposiciones se combinan con las muestras dedicadas a los ganadores del Premio Joan Miró, que tienen lugar cada dos años. Por su parte, la fotografía dispone de un espacio propio en el vestíbulo de la Fundación desde el año 2012, cuando con motivo de la muestra Joaquim Gomis: de la mirada oblicua a la narración visual se decidió convertir una parte del vestíbulo del edificio en un espacio dedicado a la exposición de fotografía. La línea de exposiciones fotográficas de este espacio alterna muestras del fondo del archivo de Joaquim Gomis con trabajos de otros fotógrafos actuales, tanto profesionales como amateurs.

## Espacio 13
Joan Miró quiso siempre que la Fundación reservara un espacio para los artistas más jóvenes. Al principio, esas exposiciones fueron organizadas en el Espacio 10 de la Fundación, en el lugar donde ahora se encuentra la tienda de regalos. Tras la primera ampliación, se recolocó en una sala subterránea, el Espacio 13. Allí se presentan las propuestas más innovadoras se presentan esas exposiciones de artistas emergentes organizadas por ciclos anuales de los que se hacen cargo comisarios independientes.En la década de 1990, los ciclos fueron organizados por curadores emergentes como Frederic Montornès, Mònica Regas o Ferran Barenblit; en la década de 2000, les tomaron el relevo Martí Manen, Grazia Quaroni o Montse Badia; y más recientemente Ane Agirre y Juan Canela.

## Premio Joan Miró
Durante los primeros años de vida de la Fundación se convocaron el Premio de Dibujo Joan Miró, activo hasta 1987 cuando, después de una reflexión, se reconvirtió en Trienal de dibujo Joan Miró. Desde 2007, la Fundación Joan Miró otorga cada dos años el Premio Joan Miró, un reconocimiento a la creación artística actual que consta de una dotación económica de 70.000 €, realizada con el patrocinio de la Obra Social "la Caixa". El premio nació con la voluntad de promover la cultura y las artes plásticas. Un jurado internacional decide la persona premiada, sin hacer ningún concurso abierto.
Premiados
- 2007 - Olafur Eliasson]
- 2009 - Pipilotti Rist
- 2011 - Mona Hatoum
- 2013 - Roni Horn
- 2015 - Ignasi Aballí
- 2017 - Kader Attia
- 2019 - Nalini Malani[20]

## Biblioteca-Centro de Documentación
La Fundación Joan Miró está dotada de una importante Biblioteca constituida inicialmente por la donación que Joan Miró hizo de una parte de su biblioteca personal. Estos documentos junto con los fondos sobre el artista que la Biblioteca adquiere y recopila desde la apertura de la Fundación constituyen un fondo documental esencial para el estudio de la obra de Miró. La Biblioteca está especializada también en arte de los siglos XX y XXI. Se trata de una documentación sobre pintura, escultura, instalaciones, dibujo, grabado, diseño, arquitectura, urbanismo, video, fotografía, cine, etc. Cabe destacar el fondo sobre surrealismo, movimiento profundamente ligado a la trayectoria artística de Joan Miró. El acceso a la Biblioteca es libre y gratuito.

## Directores
- 1975 - 1980: Francesc Vicens
- 1980 - 2017: Rosa Maria Malet
- 2018: Marko Daniel

## Patronato
- Presidenta: Sara Puig Alsina[21]
- Vicepresidenta: Anna Vallès
- Secretario: Josep M.Coronas
- Vocales: Frederic Amat Noguera, Marta Clari Padrós, Lola Fernández Jiménez, Román Fernández-Baca Casares, Jaume Freixa Janariz, Laia Gasch Casals, Elsa Ibar Torras, Kazumasa Katsuta, Ariane Lelong-Mainaud, Andreu Mas-Colell, Robert S. Lubar, Rosa Maria Malet Ybern, Perejaume, Eva Prats Güerre, Joan Punyet Miró, Joan Subirats Humet, Maria Àngels Torras Ripoll, Odette Viñas Gomis
- Patronato emérito: Oriol Bohigas Guardiola, Josep Colomer Maronas, Joan Gardy Artigas, Kazumasa Katsuta, Daniel Lelong, Josep Maria Mestres Quadreny, Antoni Vila Casas.
- Director: Marko Daniel
- Subdirectora-gerente: Dolors Ricart